# Guide (film)
Pour les articles homonymes, voir Guide.
Pour plus de détails, voir Fiche technique et Distribution.
Guide est un film dramatique romantique bilingue indien de 1965 réalisé par Vijay Anand et produit par Dev Anand, qui a joué dans le film avec Waheeda Rehman. Basé sur le roman de RK Narayan de 1958, The Guide, le film raconte l'histoire de Raju (Anand), un guide touristique indépendant et de Rosie (Rehman), l'épouse réprimée d'un riche archéologue.
Une version américaine de 120 minutes intitulée The Guide a été écrite par Pearl S. Buck et réalisée et produite par Tad Danielewski,. Pour la version américaine, Dev Anand avait insisté pour que Waheeda Rehman soit choisie pour jouer le rôle d'héroïne, mais son conseil n'a pas été pris en compte. Cette version a été un échec cuisant en Amérique. Le film a ensuite été projeté à nouveau au Festival de Cannes 2007, 42 ans après sa sortie,.
Guide a été un film très réussi au box-office dès sa sortie, et a ensuite acquis un statut culte; il a depuis été considéré comme l'un des meilleurs films de Bollywood produits. Il a reçu un accueil critique très favorable, notamment pour les performances d'Anand et de Rehman, ainsi que pour la partition de SD Burman.
Lors de la 14e cérémonie des Filmfare Awards, Guide a reçu neuf nominations, dont celle de meilleur directeur musical (Burman) et celle de meilleur chanteur de playback (Lata Mangeshkar pour « Aaj Phir Jeene Ki Tamanna Hai »), et a remporté sept prix, dont un balayage dans les quatre catégories principales Meilleur film, Meilleur réalisateur (Vijay), Meilleur acteur (Dev) et Meilleure actrice (Rehman), devenant ainsi le premier film de l'histoire des Filmfare Awards à le faire. Il a également été sélectionné comme candidature officielle de l'Inde pour le meilleur film en langue étrangère lors de la 38e cérémonie des Oscars, mais il n'a pas été accepté comme nommé. En 2012, le magazine Time l'a classé à la 4e place de sa liste des « Meilleurs classiques de Bollywood ».

## Synopsis
Raju (Dev Anand) est un guide indépendant qui gagne sa vie en emmenant des touristes vers des sites historiques. Le film commence avec la libération de Raju de prison, puis l'histoire se déroule dans une série de flashbacks. Un jour, un archéologue riche et vieillissant nommé Marco arrive en ville avec sa jeune épouse Rosie (Waheeda Rehman), qui est la fille d'une courtisane. Marco veut faire des recherches sur les grottes à l'extérieur de la ville et engage Raju comme guide. Il découvre une nouvelle grotte et ignore Rosie.
Alors que Marco se consacre à la découverte de la grotte, Raju emmène Rosie en visite et apprécie ses talents de danseuse et son innocence. Raju découvre le passé de Rosie, fille d'une prostituée, et comment Rosie a acquis la respectabilité en tant qu'épouse de Marco, mais à un prix terrible. Elle a dû abandonner sa passion pour la danse car elle est inacceptable pour Marco. Pendant ce temps, Rosie tente de se suicider en consommant du poison. Marco, après avoir découvert l'incident, revient des grottes pour voir Rosie et devient furieux contre Rosie après l'avoir vue vivante. Il dit à Rosie que son acte de suicide était un drame, sinon elle aurait consommé plus de somnifères pour pouvoir vraiment mourir. De retour aux grottes qui ont été découvertes, Rosie apprend que Marco passe du temps et apprécie la compagnie d'une fille tribale indigène. Rosie est en colère contre Marco et tous deux se livrent à une discussion animée et sérieuse, puis Rosie quitte les grottes et veut à nouveau mettre fin à ses jours. Mais Raju la calme en lui disant que se suicider est un péché et qu'elle devrait vivre pour poursuivre son rêve. Elle dit enfin au revoir à la relation d'épouse de Marco. Mais maintenant, elle a besoin de soutien et d’un endroit où vivre. C'est ici que Raju l'emmène chez lui.
Rosie est également considérée comme une prostituée par la communauté de Raju (car la danse classique était traditionnellement liée aux prostituées à la cour royale), ce qui entraîne de nombreux problèmes, notamment le fait que sa mère et son frère insistent pour que Rosie soit expulsée. Raju refuse et sa mère le quitte. Son ami et chauffeur se dispute également avec lui à propos de Rosie. Raju perd son entreprise et toute la ville se retourne contre lui. Sans se laisser décourager par ces revers, Raju aide Rosie à se lancer dans une carrière de chanteuse et de danseuse et Rosie devient une star. Alors qu'elle devient une star, Raju devient dissolue : elle joue et boit. Marco revient sur la scène. Essayant de reconquérir Rosie, il apporte des fleurs et demande à son agent de demander à Rosie de lui rendre des bijoux qui se trouvent dans un coffre-fort. Raju, un peu jaloux, ne veut pas que Marco ait de contact avec Rosie et falsifie le nom de Rosie lors de la sortie des bijoux. Pendant ce temps, Rosie et Raju s'éloignent à cause du comportement incompréhensible de Rosie lorsqu'elle torture Raju en ne lui faisant même pas un câlin attentionné et lui demande de quitter sa chambre sinon elle dit qu'elle devra sortir. Avant cela, ils ont également eu une discussion sur la façon dont un homme devrait vivre lorsque Rosie se souvient de Marco et dit à Raju que Marco avait probablement raison quand il disait qu'un homme ne devrait pas vivre des revenus d'une femme. Raju rétorque en disant qu'elle a l'impression erronée qu'elle est devenue une star par elle-même et que ce sont les efforts de Raju qui l'ont beaucoup aidée à devenir une star. Plus tard, Rosie apprend la publication du faux. Raju est reconnu coupable de faux et condamné à deux ans de prison. Rosie ne comprend pas pourquoi Raju s'est livré à la contrefaçon. Ce n'était pas l'argent, c'était la fascination amoureuse pour Rosie qui a poussé Raju à ne pas révéler la visite de Marco à Rosie afin qu'elle ne se souvienne plus de lui et pour éliminer la probabilité que Rosie et Marco soient ensemble, si tant est qu'il y ait une petite chance. Le jour de sa libération, sa mère et Rosie viennent le chercher mais on leur dit qu'il a été libéré il y a six mois en raison de sa bonne conduite.
Après sa libération, Raju erre seul. Le désespoir, la pauvreté, les haillons, la faim, la solitude l'envahissent jusqu'à ce qu'il trouve un groupe errant de sadhus (saints hommes) avec lesquels il passe une nuit dans un temple abandonné d'une petite ville. Il dort et l'un des saints hommes itinérants place un châle sur lui pendant qu'il dort. Les saints hommes s'en vont. Le lendemain matin, un fermier (Bhola) trouve Raju endormi sous le châle orange. Bhola pense que Raju est un saint homme. Bhola a un problème avec sa sœur parce qu'elle refuse de se marier. Raju explique à la femme la logique de prendre un mari et elle se soumet, ce qui convainc Bhola que Raju est un swami (saint homme). Impressionné par cela, Bhola répand la nouvelle dans tout le village. Raju est considéré comme l’homme saint du village. Les agriculteurs lui apportent des cadeaux et commencent à le consulter à propos de leurs problèmes. Raju assume le rôle du saint homme du village (Swami Ji) et s'engage dans des escarmouches avec les pandits locaux. En racontant une histoire d'enfance, Raju parle d'un saint homme dont le jeûne de 12 jours a permis à Dieu d'apporter la pluie pour mettre fin à une sécheresse.
Une sécheresse et une famine ont durement frappé la région. À cause d'un malentendu d'un imbécile du village, les paroles de Raju ( Swami Ji) sont interprétées par les villageois comme signifiant qu'il jeûnera pendant 12 jours pour mettre fin à la sécheresse. Il se retrouve piégé par la croyance des villageois. Au début, Raju s'oppose à l'idée, allant jusqu'à dire à Bhola qu'il n'est qu'un humain comme n'importe lequel d'entre eux et, pire encore, un condamné qui a subi un procès et purgé une peine de prison pour une femme. Mais même la confession n'a pas suffi pour que les villageois abandonnent leur croyance, citant l'histoire du dacoit Ratnakar devenu Valmiki. Il commence le jeûne à contrecœur, bien qu'il ne croie pas qu'il existe un quelconque rapport entre la faim d'un homme et la pluie. Avec le jeûne, Raju subit une transformation spirituelle. Au fur et à mesure que le jeûne se prolonge, sa renommée se répand. Des milliers de personnes viennent le voir et recevoir sa bénédiction. Un journaliste américain lui demande s'il croit vraiment que son jeûne apportera de la pluie, il sourit et dit : « Ces gens ont foi en moi, et j'ai foi en leur foi ». En apprenant sa célébrité, Rosie lui rend visite, ainsi que sa mère et son ami Gaffoor, qui est musulman. Bhola ne lui permet pas d'entrer dans le temple au motif qu'il est d'une religion différente. Raju sort et demande à Bhola quelle est sa religion. Il dit à Bhola que l'humanité, l'amour et l'aide aux autres sont sa religion. Puis Bhola demande pardon et les voit s'embrasser sentimentalement et ses yeux deviennent humides. Raju comprend qu'il a maintenant tout ce qu'il a perdu il y a longtemps. Sa santé commence à décliner et il réfléchit au sens de sa vie. D'un côté, il y a Rosie, sa mère et une chance de revenir à sa vie passée et de l'autre côté, il y a une noble cause : jeûner et espérer la pluie. Il est éclairé par le concept selon lequel ses péchés passés sont lavés par son angoisse et le Guide Raju qu'il connaissait est mort. Et maintenant, la seule chose qui reste est le Raju spirituel, qui est indestructible. Il se réconcilie avec sa mère, Rosie et le chauffeur pendant son calvaire. Il transcende cette vie. Au milieu du tonnerre et des fortes pluies, son âme quitte cette terre tandis que la foule se réjouit et que ses bien-aimés pleurent. Le point culminant enseigne également les principes de la Bhagavad Gita : « L'homme ne meurt pas, c'est seulement le corps qui meurt. L'âme demeure pour toujours. »

## Fiche technique
- Titre original : Guide
- Langue : Hindi, Anglais
- Réalisateur : Vijay Anand
- Pays de production :  Inde,  États-Unis
- Durée : 183 min
- Dates de sortie :
  - Inde : 6 février 1965
  - USA : 2 avril 1965
  - France : 8 juillet 2008 au VHS

## Distribution
- Dev Anand : Raju
- Waheeda Rehman : Rosie Marco / Miss Nalini
- Leela Chitnis : mère de Raju
- Kishore Sahu : Marco
- Gajanan Jagirdar : Bhola
- Praveen Paul : l'épouse de Bhola
- Anwar Hussain : Gaffoor
- Rashid Khan : Joseph
- Ram Avtar : Pandit (bien construit)
- Narbada Shankar en pandit
- M Usman Malik : Malik bhai
- Nazir Cachemire :e villageois